# Gare de Richelieu
La gare de Richelieu est une gare ferroviaire française de la ligne de Ligré-Rivière à Richelieu, située sur le territoire de la commune de Richelieu, dans le département d'Indre-et-Loire, en région Centre-Val de Loire.

## Situation ferroviaire
Cette gare était située au point kilométrique 15,6 de la ligne de Ligré-Rivière à Richelieu aujourd'hui déclassée. Son altitude est de 56 m.

## Histoire
La gare de Richelieu a été mise en service en 1884.
Cette gare était ouverte aux voyageurs et au transport de marchandises (3 A/R par jour pour les voyageurs, 1 A/R pour les marchandises) dès 1884.
De 1914 à 1918, durant la guerre la ligne connaît une baisse de sa fréquentation et il ne reste plus que 2 A/R par jour. Cela restera le cas jusque dans les années 1930.
En 1937, le Conseil Général décide de supprimer le transport des voyageurs sur la ligne qui « devront prendre le bus ». Durant la guerre 1939-1945, il semble que le trafic ferroviaire reprenne et que les voyageurs aient de nouveau la possibilité de circuler avec le train.
En 1947, les Chemins de Fer Départementaux (C.F.D), exploitants de la ligne à l’époque, décident de cesser l’exploitation de la ligne.
En 1971, la municipalité de Richelieu décide de reprendre à son compte l’exploitation de la ligne en Régie. Elle créera alors la Régie Ferroviaire Richelaise (R.F.R). Cette régie n’assurera que le transport des marchandises sous couvert d’une Convention avec le Conseil Général d’Indre et Loire propriétaire de la ligne.
Le 30 juin 1974, un premier train touristique, exploité par l'AJECTA  grâce à un accord avec la R.F.R, est mis en service sur la ligne entre Richelieu et Ligré-Rivière avec une correspondance assurée de Ligré-Rivière à Chinon.
Grâce à la ligne de chemin de fer et à son train touristique historique, les professionnels du cinéma et de la télévision trouvent très vite sur ces lieux une solution à leurs problèmes de tournage :
La commune devient célèbre avec un premier film, Tess, de Roman Polanski, puis Bons baisers de Hong Kong et les films suivants des Charlots. Certains sont d'un style plus osé, comme Elsa Fraulein SS, un grand classique de la nazisploitation.
Plus de 70 œuvres ont été réalisées sur la ligne grâce au train.
En 1980, l’AJECTA Touraine devient TVT.
En juin 1980 a lieu l'inauguration du dépôt neuf, financé par TVT , et qui sert ensuite de remise pour l’entretien du matériel ferroviaire.
Le 31 décembre 2005 marque la fin de la Convention entre la Mairie de Richelieu et les TVT.
À partir de cette date, le TVT ne peut plus exploiter la ligne. Le conseil général et la commune de Richelieu décident de supprimer la ligne.
Aujourd'hui[Quand ?], la gare est fermée, en attendant une éventuelle décision de restauration de la voie ou d'une transformation en voie verte.
L'association TVT est en cours de déménagement vers la gare de Thouars, où un nouveau projet de train touristique est prévue pour l'été 2015.

### Desserte Autocar
- Ligne H2 du Réseau de mobilité interurbaine